# 龍光院 (京都市北区)
龍光院（りょうこういん）は、京都府京都市北区紫野にある臨済宗の寺院。臨済宗大徳寺派大本山大徳寺の塔頭である。国宝・重要文化財の建物や美術品を多数有するが、非公開であり、観光を目的とした拝観は一切受け付けておらず、特別公開の類も行っていない、拝観謝絶の寺院である。

## 歴史
初代筑前福岡藩主の黒田長政が父、黒田孝高（官兵衛・如水）の菩提を弔うために建立開基。作事奉行は黒田一成、黒田利長。孝高の法名・「龍光院殿如水円清大居士」より龍光院と称す。開山した春屋宗園（しゅんおくそうえん）が当院で隠棲し間も無く亡くなった為に、事実上の開山となった江月宗玩（こうげつそうがん）は小堀遠州などと親交があり、在世中には遠州が営んだ孤篷庵も院内にあった。江月宗玩は津田宗及の子であり、龍光院に伝来する名物茶道具の多くは、長政の領地筑前博多や堺の豪商所縁の品が多く、宗及の遺愛品などが相続によって龍光院の有に帰したと推測されている。かつて建立当時の龍光院は、現在の3倍ほどの敷地で数多くの建物が有ったが、明治の廃仏毀釈、神仏分離令の施行に際して破却の憂き目にあい、現在の姿となった。明治になり合併した寸松庵は和歌の「寸松庵色紙」の由来である。

## 建造物
書院
国宝。江戸時代前期（17世紀半ば）に建てられた寄棟造り・こけら葺の建物。北西隅に位置する四畳半台目茶室「密庵席（みったんせき）」は書院風茶室の代表例で、遠州作と伝えられる。建立の時期については寺院建立と同時期か、一説に、元大阪の天満辺りにあった黒田屋敷の茶室として建てられ、独立した建物だったともいう。大和の漆問屋、松屋源三郎家の松屋久政、久好、久重による「松屋会記」に当時の記録が残る。「密庵」席は西側の縁側境を明障子、南側の十畳間との境を襖で仕切り、東北側に手前座、北側壁の西寄りに床の間を設ける。この床の間とは別に、手前座の南側に奥行の浅い床の間を設ける。これは国宝の「密庵墨蹟」の掛け物を掛けるための専用の床である。
書院の間取りは以下のとおりである。南列は西に十畳、床（とこ）付きの「一の間」、東に八畳の「二の間」があり、これら2室の南側は一間幅で畳敷きの広縁（入側）とする。北列は西に四畳半台目の茶室（密庵席）がある。その東に六畳の「三の間」、さらに東に四畳半が続き、四畳半の北には水屋がある。以上の各室を含む部分が「龍光院書院」として、1961年に国宝に指定された。その後の調査により、「二の間」東側の突出部も書院の他の部分と同時期の建立であることが判明した。この東側突出部（三畳、床付きの八畳と、これらの南側の板敷きの広縁からなる）は、2016年に国宝「龍光院書院」に追加指定された。西北隅に位置する密庵席は寛永年間（1624 - 1644年）に単独の茶室として建てられたものであり、その南と東に接続する諸室は慶安2年（1649年）頃に整備されたものである。
本堂（昭堂）
重要文化財。書院の西に建つ。慶安2年（1649年）の建立。寄棟造檜皮葺き。
寮及び小庫裏
重要文化財。
盤桓廊（ばんかんろう）
重要文化財。本堂と同じく慶安2年（1649年）の建立。本堂と書院の間の南方に位置する廊下である。
兜門
重要文化財。龍光院の表門で、檜皮葺きの平唐門である。
禹門
重要文化財。
黒田家霊屋（くろだけたまや）
重要文化財。銅葺白壁の桃山期の霊廟。黒田孝高と正室櫛橋光を中央に祀る。孝高と長政の木像も伝来していたが火事で焼失。

## 文化財

### 国宝
書院
幾度かの改築が行われており、茶室の「密庵」は遠州好み。庵は黒田孝高の大坂天満屋敷から移築されたとの伝承がある。
密庵咸傑墨蹟（附 千利休消息）
中国・宋代の禅僧・密庵咸傑の現存唯一の墨蹟とされる（「墨蹟」は禅宗高僧の筆跡を指す用語）。この法語は禅林（禅宗の寺院）はもとより千利休をはじめとする多くの茶人より多大な尊敬が払われ、龍光院書院内の茶室・密庵席には特にこの一幅のみを飾るための密庵床（みったんどこ）という場所が設けられている。附（つけたり）指定の利休の添状は墨蹟とともに伝来してきたものである。
竺仙梵僊墨蹟
およそ20年間にわたり日本禅林の振興に力を注ぎ、後の五山文学（鎌倉末期～室町時代の京都五山の禅僧の手になる漢詩文）興隆の基礎を築いた中国・元の禅僧である竺仙梵僊の墨蹟である。現存する竺仙梵僊の墨蹟中で大字・大幅であり、彼の闊達な書法を示す代表作といえる。
大覚禅師筆金剛経
署名はないが、書風から大覚禅師・蘭渓道隆の自筆とされる。金剛経とは鳩摩羅什が漢訳した金剛般若羅蜜経のこと。
曜変（燿変）天目茶碗
中国・南宋時代。福建省の建窯の製品。曜変天目茶碗は黒釉の表面に大小の斑紋が現れ、虹のようにきらめくものである。曜変天目の遺品はきわめて稀少で、世界で日本にのみに伝世し、曜変天目の条件を厳密に満たすもので完存するのは本碗を含めて国宝3碗のみとされている。

### 重要文化財
- 「龍光院」5棟
  - 昭堂
  - 寮及び小庫裏
  - 盤桓廊
  - 兜門
  - 禹門
  - 附：土塀
- 黒田家霊屋（附：五輪塔2基）
- 絹本淡彩山水図 伝馬遠筆
- 絹本著色十六羅漢像 16幅
- 紙本墨画栗図・柿図 2幅 伝牧谿筆
- 紙本淡彩琴棋図 六曲一隻 伝如拙筆
- 油滴天目茶碗
- 後西天皇宸翰消息
- 南浦紹明墨蹟 法語（徳治二祀季秋）
- 宗峰妙超墨蹟 法語（要決了死生云々）
- 大川普済語録鈔 宗峰妙超筆

出典：2000年までの指定物件については、『国宝・重要文化財大全 別巻』（所有者別総合目録・名称総索引・統計資料）（毎日新聞社、2000）による。
建造物の文化財指定経歴は以下のとおり。
- 明治41年（1908年）8月1日 - 「龍光院本堂、書院、盤桓廊、兜門」（4棟一括）が古社寺保存法に基づき特別保護建造物（文化財保護法における「重要文化財」に相当）に指定。（同日付け内務省告示第76号）
- 昭和36年（1961年）4月27日 - 4棟一括で指定されていた上記建造物を「書院」「本堂及び盤桓廊」「兜門」の3件の重要文化財に分割。このうち書院を国宝に指定。（同日付け文化財保護委員会告示第32号及び第33号）
- 平成28年（2016年）2月9日 - 国宝の書院の指定範囲を拡大（東側突出部を追加指定）（同日付け文部科学省告示第5号）
- 平成28年（2016年）2月9日 - 「本堂及び盤桓廊」「兜門」の2件の重要文化財を統合し、これに寮及び小庫裏（合わせて1棟）、禹門、土塀（附指定）を追加指定し、指定名称を「龍光院5棟」とした（同日付け文部科学省告示第8号）。「本堂」は指定名称を「昭堂」に変更した。これとは別に、「黒田家霊屋（附：五輪塔2基）」が単独で重要文化財に指定（同日付け文部科学省告示第6号）。

## 有栖川宮、吉川広家墓所
龍光院は明治維新まで高松宮・有栖川宮の菩提寺でもあった。初代・好仁親王から第8代・韶仁親王までの歴代墓所がある（ただし、第2代・良仁親王は践祚して後西天皇となったため、龍光院ではなく泉涌寺に葬られている）。岩国藩主、吉川広家は黒田家と親しく関係を持っており、その所縁から菩提所となった。

## アクセス
- JR京都駅より京都市バス・大徳寺前（約30分）下車、徒歩（寺内は非公開）